# 双重行动模式
双重行动模式（double action model）是巴斯（Bass, A.Z.）在1969年提出，有關新闻媒介把关过程的理論。巴斯将新闻媒介的把关过程分为两个部分：新闻采集阶段与新闻加工阶段。
第一部分新闻采集阶段，这里的把关人士主要有记者。记者在采写新闻中不可能有闻必录，他总得根据一定的标准对纷纭复杂的现实事件进行取舍和加工。第二部分的把关活动是新闻加工阶段，这里的把关人士主要以编辑为代表。第二部分的把关即新闻加工比第一部分的把关即新闻采集更具有决定性。如果说记者主要是决定人们在大千世界中看什么，那么编辑则决定人们怎样看。